# Espora (micologia)

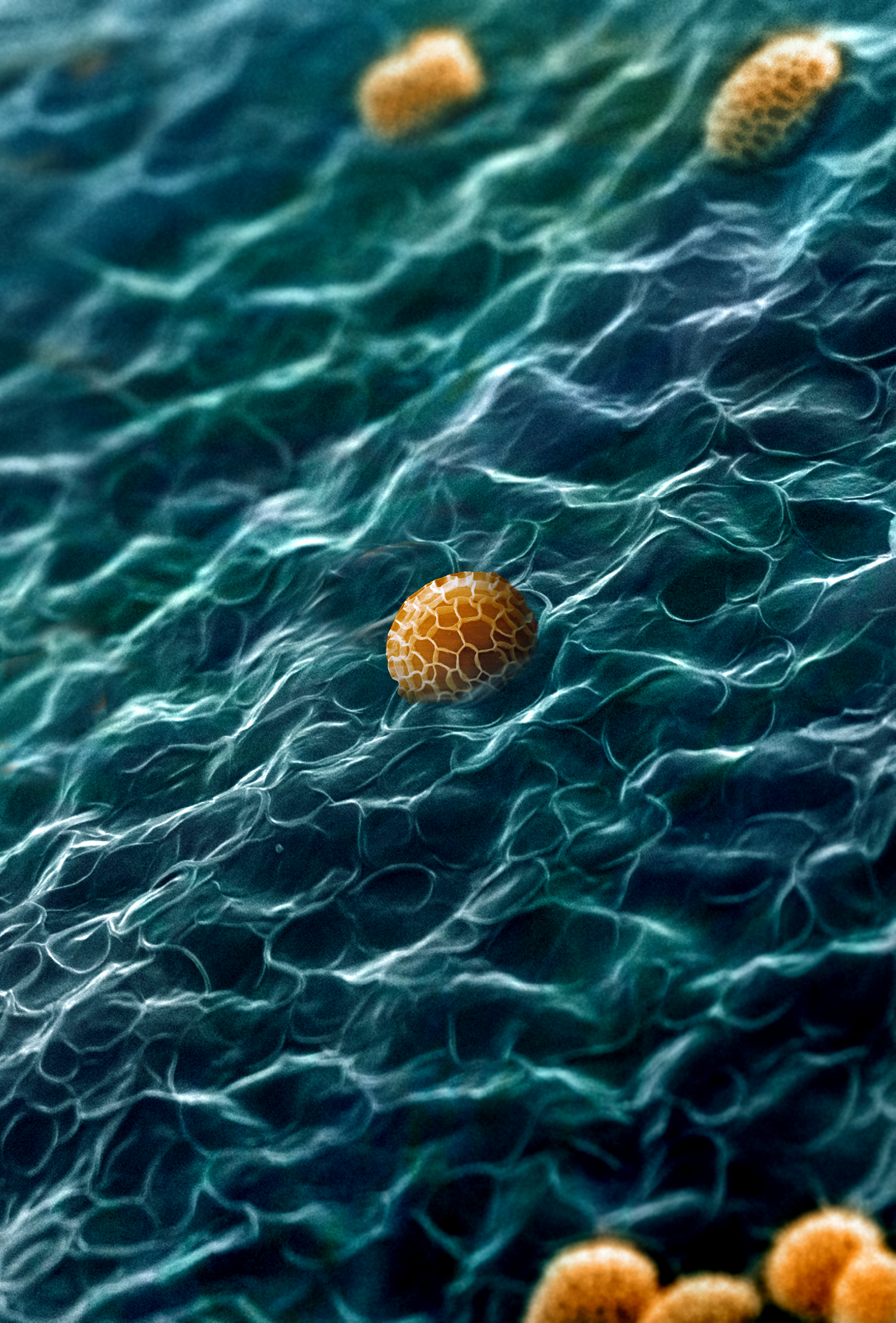
Vista microscòpica d'espores de la Tubifera dudkae, un fong mucilaginós.

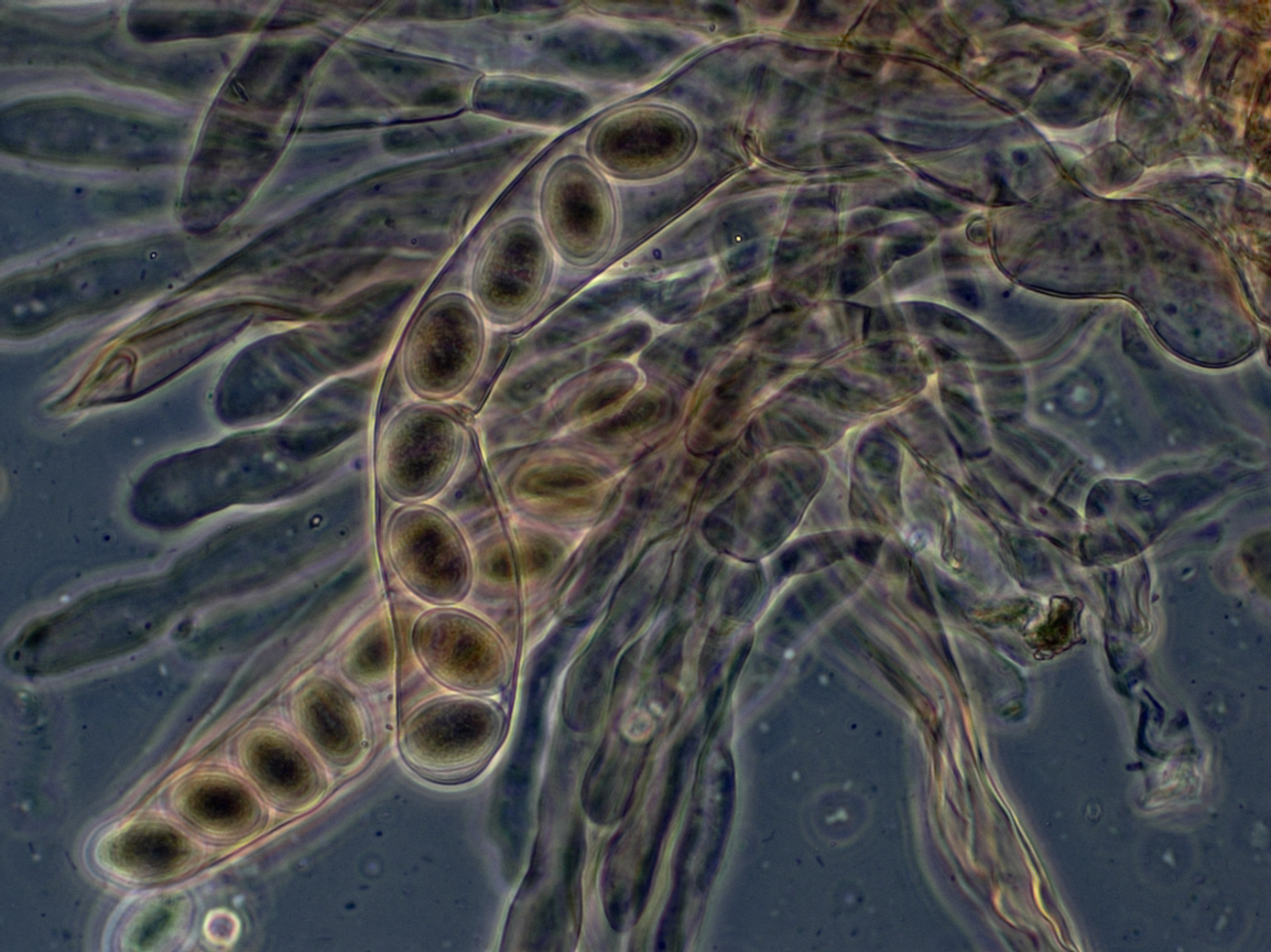
Ascs de Morchella elata, que contenen ascospores

Una espora fúngica és una estructura reproductora extraordinàriament mòbil que en la majoria dels fongs no està dotat d'un mecanisme de propulsió. A diferència de les plantes i els animals, els fongs no formen embrions. Les espores dels fongs poden ser unicel·lulars o pluricel·lulars i sexuals o asexuals. La major part dels fongs es reprodueixen tant de manera sexual com asexual.
En el cas de la reproducció sexual entren en contacte els filaments de micelis de soques de fongs diferents i compatibles. Les diferents soques dels fongs són anàlogues als diferents sexes dels animals però hi acostuma a haver més de dos tipus de soques diferents. Amb les condicions adequades les dues hifes dels fongs poden fusionar-se de manera que els dos nuclis de dues hifes diferents comparteixen una cèl·lula comuna.
Immediatament o passat un cert temps (segons les espècies de fongs) hi ha la fusió de dos nuclis (haploides) per formar un zigot diploide. Aquest zigot patirà una meiosi que donarà com a resultat espores sexuals haploides.
Aquestes espores sexuals es dispersen i germinen i es divideixen per mitosi per formar nous micel·lis haploides.
A diferència dels descendents de les espores asexuals, que són clons i, per tant, genèticament idèntics, els cossos produïts per les espores sexuals són genèticament diferents d'ambdós progenitors.

## Classificació de les espores

### Segons el sistema de propulsió
- Espores mòbils (planòspores) flagel·lades i de membrana prima. Són espores natatòries pròpies de fongs aquàtics i també d'algues. Només tenen espores amb flagels els fongs de la divisió quitriodiomicet, que es considera de formació primigènia (antiga i que ha donat lloc a la resta de les divisions dels fongs).
- aplanòspores no flagel·lades que es troben en fongs superiors, briòfits i pteridòfits.

### Segons la manera com s'originen
- endòspores, originades a l'interior d'una cèl·lula (esporocist) com les ascospores
- exòspores si s'originen a l'exterior d'una cèl·lula (com les basidiospores)
- Espores asexuals que s'originen en qualsevol moment del cicle vital, com els conidis, les clamidospores o les artrospores.

### Segons l'estructura on es produeix la meiosi i les espores
- Esporangiospora: espores produïdes per un esporangi en molts fongs com els zigomicets.
- Zigospora: espores produïdes pel zigosporangi, (cos fructífer delimitat per una capa de cèl·lules estèrils) característic dels zigomicets.
- Ascospora: espores produïdes per l'asc, característic dels ascomicets.
- Basidiospora: espores produïdes pel basidi, característic dels basidiomicets.
- Aeciospora: espores produïdes per l'aeci en fongs de les floridures.
- Urediospora: espores produïdes per un uredini en fongs de floridura.
- Teliospora: espores produïdes per un telium en fongs de floridura.
- Oospora: espores produïdes per un oogoni, característic d'oomicets.

### Segons la funció
- Clamidospora: produïts per sobreviure sota condicions no favorables.
- Fongs paràsits classificables com de germinació de les espores dins l'hoste i de germinació externa.[2]